# ESO 540-030
ESO 540-030 (również PGC 2881) – ciemna galaktyka karłowata położona w konstelacji Wieloryba w odległości 11 milionów lat świetlnych. Galaktyka ESO 540-030 należy do grupy galaktyk w Rzeźbiarzu.